# Jacques Charrier
Jacques Charrier (Metz, 6 de novembre de 1936) és un actor de cinema i teatre, productor de cinema, pintor i ceramista francès.
Fill d'un militar, va néixer en una família de set fills. Als disset anys, va deixar els estudis i va ingressar a la École supérieure des arts décoratifs de Strasbourg, on va aprendre l'ofici de ceramista. El 1956 un professor del Conservatori de Montpeller li va oferir el paper de Frédéric a la pel·lícula L'Arlésienne basada en l'obra d'Alphonse Daudet. El seu petit èxit mediàtic local l'empeny a provar sort a París quan té vint anys: entra a l'École Nationale Supérieure des Arts et Techniques du Théâtre al carrer. Blanche on es converteix en deixeble de l'actriu Berthe Bovy.
Al 1958 després de diversos treballs com decorador de teatre, va treballar de figurant a la Comédie-Française, després va ser escollit per Marguerite Jamois, per interpretar la paper masculí principal en l'obra Le Journal d'Anne Frank amb Pascale Audret al Théâtre Montparnasse. Aquí és on Marcel Carné el veu i li ofereix interpretar el paper protagonista, el de Bob, a la seva pel·lícula Les Tricheurs amb Laurent Terzieff, Jean-Paul Belmondo, Pascale Petit i Dany Saval. La pel·lícula va tenir un gran èxit de públic i durant la nit, Jacques Charrier es va convertir en una estrella molt buscada pel món del cinema.
El 1959 Brigitte Bardot, amb vint-i-cinc anys, el va imposar al director Christian-Jaque, quan tenia vint-i-tres anys, a la pel·lícula Babette s'en va-t-en guerre amb Francis Blanche. Brigitte i Jacques s'enamoraren i es casaren el 18 de juny, al final del rodatge, sota el foc dels mitjans mundials.
El dia 11 de gener de 1960, van tenir un fill, Nicolas-Jacques Charrier, el naixement del qual va ser un esdeveniment mediàtic. Resident a Noruega, Nicolas-Jacques Charrier és pare de dues filles nascudes el 1985 i el 1990, Anna-Camilla i Théa-Joséphine, una de les quals va ser mare.
El 30 de gener de 1963 es va divorciar de Brigitte Bardot. Va obtenir la custòdia del fill i el va criar amb la seva nova esposa France Louis-Dreyfus, amb qui va tenir dues filles: Sophie i Marie. També té una filla, Rosalie (1995), del seu matrimoni amb Linda, la seva tercera esposa. Actualment està casat (des del 2009) amb la fotògrafa japonesa Makiko.
El 15 de setembre de 1969 va fundar la seva companyia de producció de cinema Les Films Marquise per produir pel·lícules amb un pressupost baix.
El 1980 va retornar a l'École des beaux-arts i s'ha reconvertit en pintor ple de referències a les seves dues passions, els viatges i l'edat antiga, i fa exposicions regularment entre París, Ginebra i San Francisco.
Des de 1997, viu a París i es troba malgrat ell mateix sota el foc dels mitjans de comunicació amb la publicació de les memòries de Brigitte Bardot, Initiales BB, per Grasset. La va demandar amb èxit per “violació de la privadesa” i publica Ma réponse à Brigitte Bardot per Michel Lafon.
El 18 de febrer de 2008 va exposar moltes pintures a l'Espace Cardin del 8è districte de París. El 2012 va exposar a l'Arxiu Yves Klein de París.

## Filmografia

### Actor
- 1958: Police judiciaire de Maurice de Canonge: Extra / Figuration
- 1958: Les Tricheurs de Marcel Carné: Bob
- 1958: Les Dragueurs de Jean-Pierre Mocky: Freddy
- 1959: Babette s'en va-t-en guerre de Christian-Jaque: Gérard de Crécy-Lozère
- 1959: La Main chaude de Gérard Oury: Michel
- 1960: Le Panier à crabes de Joseph Lisbona
- 1961: Tiro al piccione de Giuliano Montaldo
- 1961: La Belle Américaine de Robert Dhéry: L'automobiliste
- 1961: Les Sept Péchés capitaux de Claude Chabrol, sketch L'Avarice : Antoine
- 1961: L'Œil du Malin de Claude Chabrol: Albin Mercier
- 1963: Carmen 63 de Carmine Gallone: Antonio
- 1963: À cause, à cause d'une femme de Michel Deville: Rémy Fertet
- 1964: La Vie conjugale d'André Cayatte: Jean-Marc 
  - Jean-Marc ou la Vie conjugale - 1a part del díptic
  - Françoise ou la Vie conjugale - 2a part del díptic
- 1964: La Bonne Occase de Michel Drach: l'homme bien
- 1966: Les Créatures d'Agnès Varda: René
- 1966: À belles dents de Pierre Gaspard-Huit: Jean-Loup Costa
- 1966: Marie Soleil d'Antoine Bourseiller: Axel
- 1967: Le Plus Vieux Métier du monde, sketch Anticipation ou l'Amour en l'an 2000 de Jean-Luc Godard: Nick
- 1969: Sirokkó de Miklós Jancsó: Marko
- 1969: Money-Money de José Varela: Raoul
- 1971: Les Soleils de l'île de Pâques de Pierre Kast: Alain
- 1972: Les Volets clos de Jean-Claude Brialy: Thomas
- 1981: Salut champion,[9] telenovel·la de 13 episodis amb Chantal Nobel: Vincent Navailles

### Productor
- 1969: Sirokkó de Miklós Jancsó
- 1971: Églantine de Jean-Claude Brialy
- 1972: Les Volets clos de Jean-Claude Brialy
- 1972: What a Flash ! de Jean-Michel Barjol
- 1973: L'Oiseau rare de Jean-Claude Brialy
- 1973: Dreyfus ou l'Intolérable Vérité de Jean Chérasse
- 1975: Il pleut sur Santiago de Helvio Soto

## Teatre
- 1957: Le Journal d'Anne Frank de Frances Goodrich i Albert Hackett, escenografia Marguerite Jamois, Théâtre Montparnasse

## Llibres
- 1997: Ma réponse à Brigitte Bardot de Jacques Charrier a Éditions Michel Lafon, en referència a la biografia Initiales BB de Brigitte Bardot publicada el 1996 per Éditions Grasset ISBN 9782840982746